# Фестивал цвећа у Пожаревцу
Фестивал цвећа у Пожаревцу је дводневна манифестација која се одржава од 2008. године, почетком маја, у Пожаревцу.

## О фестивалу
Фестивал цвећа у Пожаревцу је манифестација која има за циљ да окупи велики број излагача цвећа, биља, садница, цветних аранжмана. Осим тога излагачи имају у понуди и опрему за хортикултуру, као и најразличитије врсте декоративних материјала за саксије.
Организатори фестивала су Туристичка организација Града Пожаревца, Удружење цвећара Браничевског и Подунавског округа и Удружење пчелара. Покровитељ фестивала је град Пожаревац.
Фестивал, сем продајног, има и такмичарски карактер. Организовано је оцењивање излагача цвећа, а награде које се уручују за изглед штандова излагача обезбеђује Туристичка организација Града Пожаревца.
Фестивал цвећа окупи велики број посетилаца који сем куповине, могу добити савете о гајењу цвећа.
Фестивал се одржава је у главној пожаревачкој улици Табачкој чаршији, на главном градском тргу и Лењиновој улици.
2019. године 12. Фестивал цвећа је одржан на паркинг простору Начелства и на паркингу Центра за културу.

## Одржани фестивали цвећа
- 1. Фестивал цвећа је одржан 2008. године
- 2. Фестивал цвећа је одржан 2009. године
- 3. Фестивал цвећа је одржан 8. маја 2010. године[5]
- 4. Фестивал цвећа је одржан 2011. године
- 5. Фестивал цвећа је одржан у првој недељи маја 2012. године[6]
- 6. Фестивал цвећа је одржан 2013. године
- 7. Фестивал цвећа је одржан 2014. године
- 8. Фестивал цвећа је одржан 2015. године
- 9. Фестивал цвећа је одржан 2016. године
- 10. Фестивал цвећа је одржан 6. и 7. маја 2017. године[7]
- 11. Фестивал цвећа је одржан 5. и 6. маја 2018. године[8]
- 12. Фестивал цвећа је одржан 10. и 11. маја 2019. године[4]
- 2020. и 2021. године Пандемија корона вируса одложила је одржавање Фестивала цвећа.[9]